# Artistique-Europameisterschaft 2015

Logo CEB (ausrichtender Verband)

Veranstaltungsort: Brandenburg / Havel

Die Billard-Artistique-Europameisterschaft 2015 war das 45. Turnier in dieser Disziplin des Karambolagebillards und fand vom 1. bis zum 3. Mai 2015 in Brandenburg an der Havel statt.

## Modus
Im Turnier (2 Gewinnsätze) gab es eine Qualifikation mit vier Gruppen à vier Spielern.

Die beiden Gruppenbesten und acht gesetzte Spieler qualifizierten sich für die K.-o.-Runde (2 Gewinnsätze).

In der Endtabelle zählt der bessere prozentuale Durchschnitt.

Leider sind nicht alle prozentualen Durchschnitte bekannt.

Gewertet wurde wie folgt:
1. MP = Match-Punkte
2. SP = Satz-Punkte
3. % = Prozentual gelöste Figuren

### Qualifikation
| 1 | Walter Bax           | 6 | 6:2 | 355 | 511 | 69,47 % | 71,70 % |
| 2 | Juan Carlos Cuadrado | 4 | 5:3 | 283 | 497 | 56,94 % | 63,79 % |
| 3 | Andreas Horvath      | 2 | 4:4 | 273 | 545 | 50,09 % | 42,85 % |
| 4 | Bastien Panis        | 0 | 2:5 | 113 | 379 | 29,81 % | –       |

| Abschlusstabelle Gruppe B | Abschlusstabelle Gruppe B | Abschlusstabelle Gruppe B | Abschlusstabelle Gruppe B | Abschlusstabelle Gruppe B | Abschlusstabelle Gruppe B | Abschlusstabelle Gruppe B | Abschlusstabelle Gruppe B | Abschlusstabelle Gruppe B |
| Platz                     | Name                      | MP                        | SP                        | Pkt                       | Vers.                     | %                         | Best %                    |                           |
| ------------------------- | ------------------------- | ------------------------- | ------------------------- | ------------------------- | ------------------------- | ------------------------- | ------------------------- | ------------------------- |
| 1                         | René Dericks              | 6                         | 6:0                       | 238                       | 425                       | 56,00 %                   | 59,33 %                   |                           |
| 2                         | Marvin Heinrich           | 4                         | 4:2                       | 225                       | 435                       | 51,72 %                   | 57,14 %                   |                           |
| 3                         | Xavier Fonellosa          | 2                         | 2:5                       | 228                       | 498                       | 45,78 %                   | 35,85 %                   |                           |
| 4                         | Laszlo Kun                | 0                         | 1:6                       | 173                       | 481                       | 35,96 %                   | –                         |                           |

| Abschlusstabelle Gruppe C | Abschlusstabelle Gruppe C | Abschlusstabelle Gruppe C | Abschlusstabelle Gruppe C | Abschlusstabelle Gruppe C | Abschlusstabelle Gruppe C | Abschlusstabelle Gruppe C | Abschlusstabelle Gruppe C | Abschlusstabelle Gruppe C |
| Platz                     | Name                      | MP                        | SP                        | Pkt                       | Vers.                     | %                         | Best %                    |                           |
| ------------------------- | ------------------------- | ------------------------- | ------------------------- | ------------------------- | ------------------------- | ------------------------- | ------------------------- | ------------------------- |
| 1                         | Sander Jonen              | 6                         | 6:1                       | 296                       | 495                       | 59,79 %                   | 71,72 %                   |                           |
| 2                         | Baris Cin                 | 4                         | 4:2                       | 225                       | 370                       | 60,81 %                   | 67,82 %                   |                           |
| 3                         | László Tóth               | 2                         | 2:4                       | 165                       | 401                       | 41,14 %                   | 47,96 %                   |                           |
| 4                         | Patrice Creuzot           | 0                         | 1:6                       | 134                       | 441                       | 30,38 %                   | –                         |                           |

| Abschlusstabelle Gruppe D | Abschlusstabelle Gruppe D | Abschlusstabelle Gruppe D | Abschlusstabelle Gruppe D | Abschlusstabelle Gruppe D | Abschlusstabelle Gruppe D | Abschlusstabelle Gruppe D | Abschlusstabelle Gruppe D | Abschlusstabelle Gruppe D |
| Platz                     | Name                      | MP                        | SP                        | Pkt                       | Vers.                     | %                         | Best %                    |                           |
| ------------------------- | ------------------------- | ------------------------- | ------------------------- | ------------------------- | ------------------------- | ------------------------- | ------------------------- | ------------------------- |
| 1                         | Bernd Singer              | 4                         | 5:2                       | 315                       | 454                       | 69,38 %                   | 73,84 %                   |                           |
| 2                         | Stefan Langecker          | 4                         | 4:3                       | 276                       | 490                       | 56,32 %                   | 58,57 %                   |                           |
| 3                         | Kevin Tran                | 2                         | 4:5                       | 346                       | 584                       | 59,24 %                   | 66,85 %                   |                           |
| 4                         | Miguel Argemi             | 2                         | 2:5                       | 279                       | 514                       | 54,28 %                   | 61,95 %                   |                           |

## Finalrunde
Gespielt wurden drei Gewinnsätze.
|  | Achtelfinale Best of 5 Sets | Achtelfinale Best of 5 Sets |               |                     | Viertelfinale Best of 5 Sets | Viertelfinale Best of 5 Sets |  |  | Halbfinale Best of 5 Sets | Halbfinale Best of 5 Sets |  |  | Finale Best of 5 Sets | Finale Best of 5 Sets |
|  |                             |                             |               |                     |                              |                              |  |  |                           |                           |  |  |                       |                       |
|  |                             |                             |               |                     |                              |                              |  |  |                           |                           |  |  |                       |                       |
|  | Walter Bax                  | 2/3/222/338/65,68 %         |               |                     |                              |                              |  |  |                           |                           |  |  |                       |                       |
|  | Michael Hammen              | 0/2/193/328/58,84 %         |               |                     |                              |                              |  |  |                           |                           |  |  |                       |                       |
|  | Michael Hammen              | 0/2/193/328/58,84 %         | Walter Bax    | 2/3/132/205/64,39 % |                              |                              |  |  |                           |                           |  |  |                       |                       |
|  |                             |                             | Walter Bax    | 2/3/132/205/64,39 % |                              |                              |  |  |                           |                           |  |  |                       |                       |
|  |                             |                             |               |                     | Marvin Heinrich              | 0/0/114/225/50,66 %          |  |  |                           |                           |  |  |                       |                       |
|  | Marvin Heinrich             | 2/3/160/291/54,98 %         |               |                     | Marvin Heinrich              | 0/0/114/225/50,66 %          |  |  |                           |                           |  |  |                       |                       |
|  | Marvin Heinrich             | 2/3/160/291/54,98 %         |               |                     |                              |                              |  |  |                           |                           |  |  |                       |                       |
|  | Thomas Ahrens               | 0/2/178/301/59,13 %         |               |                     |                              |                              |  |  |                           |                           |  |  |                       |                       |
|  | Thomas Ahrens               | 0/2/178/301/59,13 %         | Walter Bax    | 2/3/251/355/70,70 % |                              |                              |  |  |                           |                           |  |  |                       |                       |
|  |                             |                             | Walter Bax    | 2/3/251/355/70,70 % |                              |                              |  |  |                           |                           |  |  |                       |                       |
|  |                             |                             |               | Baris Cin           | 0/2/262/365/71,78 %          |                              |  |  |                           |                           |  |  |                       |                       |
|  | Baris Cin                   | 2/3/225/380/80,35 %         |               | Baris Cin           | 0/2/262/365/71,78 %          |                              |  |  |                           |                           |  |  |                       |                       |
|  | Baris Cin                   | 2/3/225/380/80,35 %         |               |                     |                              |                              |  |  |                           |                           |  |  |                       |                       |
|  | Eric Daelman                | 0/1/183/273/67,03 %         |               |                     |                              |                              |  |  |                           |                           |  |  |                       |                       |
|  | Eric Daelman                | 0/1/183/273/67,03 %         | Baris Cin     | 2/3/151/215/70,23 % |                              |                              |  |  |                           |                           |  |  |                       |                       |
|  |                             |                             | Baris Cin     | 2/3/151/215/70,23 % |                              |                              |  |  |                           |                           |  |  |                       |                       |
|  |                             |                             |               |                     | Bernd Singer                 | 0/0/132/215/61,39 %          |  |  |                           |                           |  |  |                       |                       |
|  | Bernd Singer                | 2/3/216/338/63,90 %         |               |                     | Bernd Singer                 | 0/0/132/215/61,39 %          |  |  |                           |                           |  |  |                       |                       |
|  | Bernd Singer                | 2/3/216/338/63,90 %         |               |                     |                              |                              |  |  |                           |                           |  |  |                       |                       |
|  | Erik Vijferberg             | 0/2/221/338/65,38 %         |               |                     |                              |                              |  |  |                           |                           |  |  |                       |                       |
|  | Erik Vijferberg             | 0/2/221/338/65,38 %         | Walter Bax    | 0/2/232/338/68,63 % |                              |                              |  |  |                           |                           |  |  |                       |                       |
|  |                             |                             | Walter Bax    | 0/2/232/338/68,63 % |                              |                              |  |  |                           |                           |  |  |                       |                       |
|  |                             |                             |               | Serdar Gümüş        | 2/3/247/348/70,97 %          |                              |  |  |                           |                           |  |  |                       |                       |
|  | Serdar Gümüş                | 2/3/203/348/58,33 %         |               | Serdar Gümüş        | 2/3/247/348/70,97 %          |                              |  |  |                           |                           |  |  |                       |                       |
|  | Serdar Gümüş                | 2/3/203/348/58,33 %         |               |                     |                              |                              |  |  |                           |                           |  |  |                       |                       |
|  | Sander Jonen                | 0/2/185/345/53,62 %         |               |                     |                              |                              |  |  |                           |                           |  |  |                       |                       |
|  | Sander Jonen                | 0/2/185/345/53,62 %         | Serdar Gümüş  | 2/3/227/345/65,79 % |                              |                              |  |  |                           |                           |  |  |                       |                       |
|  |                             |                             | Serdar Gümüş  | 2/3/227/345/65,79 % |                              |                              |  |  |                           |                           |  |  |                       |                       |
|  |                             |                             |               |                     | Jean Reverchon               | 0/2/228/355/64,22 %          |  |  |                           |                           |  |  |                       |                       |
|  | Jean Reverchon              | 2/3/142/180/78,88 %         |               |                     | Jean Reverchon               | 0/2/228/355/64,22 %          |  |  |                           |                           |  |  |                       |                       |
|  | Jean Reverchon              | 2/3/142/180/78,88 %         |               |                     |                              |                              |  |  |                           |                           |  |  |                       |                       |
|  | Juan Carlos Cuadrado        | 0/0/97/191/50,78 %          |               |                     |                              |                              |  |  |                           |                           |  |  |                       |                       |
|  | Juan Carlos Cuadrado        | 0/0/97/191/50,78 %          | Serdar Gümüş  | 2/3/249/280/88,92 % |                              |                              |  |  |                           |                           |  |  |                       |                       |
|  |                             |                             | Serdar Gümüş  | 2/3/249/280/88,92 % |                              |                              |  |  |                           |                           |  |  |                       |                       |
|  |                             |                             |               | Eric Vervliet       | 0/1/221/283/78,09 %          |                              |  |  |                           |                           |  |  |                       |                       |
|  | Eric Vervliet               | 2/3/161/255/63,13 %         |               | Eric Vervliet       | 0/1/221/283/78,09 %          |                              |  |  |                           |                           |  |  |                       |                       |
|  | Eric Vervliet               | 2/3/161/255/63,13 %         |               |                     |                              |                              |  |  |                           |                           |  |  |                       |                       |
|  | René Dericks                | 0/1/148/256/57,81 %         |               |                     |                              |                              |  |  |                           |                           |  |  |                       |                       |
|  | René Dericks                | 0/1/148/256/57,81 %         | Eric Vervliet | 2/3/143/195/73,33 % |                              |                              |  |  |                           |                           |  |  |                       |                       |
|  |                             |                             | Eric Vervliet | 2/3/143/195/73,33 % |                              |                              |  |  |                           |                           |  |  |                       |                       |
|  |                             |                             |               |                     | Stefan Langecker             | 0/0/100/195/51,28 %          |  |  |                           |                           |  |  |                       |                       |
|  | Stefan Langecker            | 2/3/150/181/82,87           |               |                     | Stefan Langecker             | 0/0/100/195/51,28 %          |  |  |                           |                           |  |  |                       |                       |
|  | Stefan Langecker            | 2/3/150/181/82,87           |               |                     |                              |                              |  |  |                           |                           |  |  |                       |                       |
|  | Werner Grewatsch            | 0/0/95/183/51,91 %          |               |                     |                              |                              |  |  |                           |                           |  |  |                       |                       |

## Abschlusstabelle
| Phase           | Platz | Name                 | MP | SP   | Punkte | mögl. Punkte | %       | Best %  |
| --------------- | ----- | -------------------- | -- | ---- | ------ | ------------ | ------- | ------- |
| Finale          | 1     | Serdar Gümüş         | 8  | 12:7 | 926    | 1321         | 70,09 % | 88,92 % |
| Finale          | 2     | Walter Bax           | 12 | 17:9 | 1192   | 1747         | 68,23 % | 71,70 % |
| Halb- finale    | 3     | Eric Vervliet        | 4  | 7:4  | 525    | 733          | 71,62 % | 73,33 % |
| Halb- finale    | 3     | Baris Cin            | 4  | 8:6  | 863    | 1230         | 70,16 % | 80,35 % |
| Viertel- finale | 5     | Jean Reverchon       | 2  | 5:3  | 370    | 535          | 69,15 % | 78,88 % |
| Viertel- finale | 6     | Bernd Singer         | 6  | 8:6  | 663    | 1007         | 65,83 % | 73,84 % |
| Viertel- finale | 7     | Stefan Langecker     | 6  | 7:6  | 526    | 866          | 60,73 % | 82,87 % |
| Viertel- finale | 8     | Marvin Heinrich      | 6  | 7:7  | 499    | 951          | 52,47 % | 57,14 % |
| Achtel- finale  | 9     | Eric Daelman         | 0  | 1:3  | 183    | 273          | 67,03 % | –       |
| Achtel- finale  | 10    | Erik Vijferberg      | 0  | 2:3  | 221    | 338          | 65,38 % | –       |
| Achtel- finale  | 11    | Thomas Ahrens        | 0  | 2:3  | 178    | 301          | 59,13 % | –       |
| Achtel- finale  | 12    | Michael Hammen       | 0  | 2:3  | 193    | 328          | 58,84 % | –       |
| Achtel- finale  | 13    | Sander Jonen         | 6  | 8:4  | 481    | 840          | 57,26 % | 71,72 % |
| Achtel- finale  | 14    | René Dericks         | 6  | 7:3  | 386    | 681          | 56,68 % | 59,33 % |
| Achtel- finale  | 15    | Juan Carlos Cuadrado | 4  | 5:6  | 380    | 688          | 55,23 % | 63,79 % |
| Achtel- finale  | 16    | Werner Grewatsch     | 0  | 0:3  | 95     | 183          | 51,91 % | –       |
| Quali- fikation | 17    | Kevin Tran           | 2  | 4:5  | 346    | 584          | 59,24 % | 66,85 % |
| Quali- fikation | 18    | Miguel Argemi        | 2  | 2:5  | 279    | 514          | 54,28 % | 61,95 % |
| Quali- fikation | 19    | Andreas Horvath      | 2  | 4:4  | 273    | 545          | 50,09 % | 42,85 % |
| Quali- fikation | 20    | Xavier Fonellosa     | 2  | 2:5  | 228    | 498          | 45,78 % | 35,85 % |
| Quali- fikation | 21    | László Tóth          | 2  | 2:4  | 165    | 401          | 41,14 % | 47,96 % |
| Quali- fikation | 22    | Laszlo Kun           | 0  | 1:6  | 173    | 481          | 35,96 % | –       |
| Quali- fikation | 23    | Patrice Creuzot      | 0  | 1:6  | 134    | 441          | 30,38 % | –       |
| Quali- fikation | 24    | Bastien Panis        | 0  | 2:5  | 113    | 379          | 29,81 % | –       |